# Hermann Pies
Hermann Pies (* 8. Januar 1888 in Boppard; † 10. Juli 1983 in Saarbrücken) war ein deutscher Studienrat und Kaspar-Hauser-Forscher.

## Leben
Pies war das älteste von fünf Kindern von Philipp Pies (1852–1935) und seiner Frau Christine. Von 1897 bis 1906 besuchte er das Gymnasium in Boppard. Anschließend studierte er bis 1911 an der Universität Bonn Physik, Mathematik, Zoologie und Philosophie. Den Ersten Weltkrieg machte er als Soldat mit. Anschließend war er zunächst als Hauslehrer in Köln und später als Lehrer am Reform-Realgymnasium für Knaben in Saarbrücken tätig. 1922 wurde Pies promoviert. 
Hermann Pies war seit 1921 mit Käthe Meyer verheiratet.

## Veröffentlichungen (Auswahl)
- Tierpsychologisches bei frühchristlichen Schriftstellern. Die Apologeten mit Tertullian, Origenes, Basilius und Ambrosius. Ein Beitrag zur Geschichte der Tierpsychologie. Bonn, Phil. Diss. v. 9. März 1923.
- Hrsg.: Kaspar Hauser: Augenzeugenberichte und Selbstzeugnisse, 2 Bde., Lutz, Stuttgart 1925.
- Fälschungen und Tendenzberichte einer „offiziellen“ Hauserliteratur: aktenmäßige Feststellungen. Schrag, Nürnberg 1926.
- Die amtlichen Aktenstücke über Kaspar Hausers Verwundung und Tod. Kulturhistorischer Verlag, Bonn am Rhein 1928.
- Wege und Ziele einer wissenschaftlichen Kaspar-Hauser-Forschung. Spindler, Nürnberg 1929.

- Betrachtungen zum Kaspar-Hauser-Problem: Hundert Jahre Kaspar Hauser. Spindler, Nürnberg 1929.
- Der Streit um Kaspar Hauser: aktenmäßige Feststellungen. Kölnische Volkszeitung, Köln 1932.
- Eine neue Schrift zur Kaspar-Hauser-Frage. Nürnberger Zeitung, Nürnberg 1932.
- Die Wahrheit über Kaspar Hausers Auftauchen und erste Nürnberger Zeit: Augenzeugenberichte, Selbstzeugnisse, amtliche Aktenstücke, Fälschungen und Tendenzberichte. Minerva Verlag, Saarbrücken 1956.
- Kaspar Hauser: eine Dokumentation. Brügel, Ansbach 1966.
- Kaspar Hauser: Fälschungen, Falschmeldungen und Tendenzberichte. Ansbacher Museumsverlag, Ansbach 1973.

## Ehrungen
- 1966: Bundesverdienstkreuz 1. Klasse
- 1968: Ehrenprofessur anlässlich seines 80. Geburtstags
- 1972: Ehrenbürger der Stadt Ansbach
- 1975: Saarländischer Verdienstorden